# Shinobu Ishihara
Pour les articles homonymes, voir Ishihara.
Shinobu Ishihara (石原忍, Ishihara Shinobu), né le 25 septembre 1879, à Tokyo, au Japon, et mort le 3 janvier 1963, à Izu, est médecin japonais, inventeur du test d’Ishihara qui permet de dépister le daltonisme. 

## Biographie
Shinobu Ishihara obtint son diplôme de médecine en 1905 dans une école militaire et rejoignit immédiatement l'armée en tant que docteur, officiant principalement en tant que chirurgien. Il changea plus tard de spécialité pour l'ophtalmologie.
En 1908, il retourna à l'Université de Tokyo où il se consacra à la recherche en ophtalmologie. En 1910 il devint instructeur du Collège médical de l'armée. Là-bas, en plus des visites médicales il mena des recherches sur l'ophtalmologie du champ de bataille et comment sélectionner de meilleurs soldats. 
Tandis qu'il travaillait à l'école de médecine militaire, il demanda à mettre en place un test pour repérer chez les nouvelles recrues les anomalies de la vision des couleurs. Son assistant, un médecin souffrant de daltonisme, l'épaula pour mettre au point les planches de test. Les premiers diagrammes ont été peints par Ishihara en utilisant des hiragana.